# Phryneta semirasa
Phryneta semirasa là một loài bọ cánh cứng trong họ Cerambycidae.